# Davide Ancelotti
Davide Ancelotti (Parma, 22 juli 1989) is een Italiaans voetbaltrainer en voormalig voetballer die bij voorkeur op het middenveld speelde. Van 2012 tot 2025 was hij assistent-trainer van zijn vader Carlo Ancelotti bij verschillende clubs en het Braziliaans voetbalelftal. Sinds medio 2025 is hij hoofdtrainer van Botafogo.

## Carrière

### Voetballer
Ancelotti, geboren in Parma, volgde in zijn vaders voetsporen door de clubkleuren van AC Milan te vertegenwoordigen. Het kwam echter niet tot een doorbraak in het eerste elftal, waarna hij werd verhuurd aan Borgomanero. Die club nam hem enkele maanden later definitief over. In 2009 besloot Ancelotti te stoppen als voetballer om zich te gaan richten op een carrière als trainer. Op 22-jarige leeftijd behaalde hij een graad in sportwetenschappen.

### Voetbaltrainer

#### Conditietrainer
Ancelotti's eerste baan als trainer in het betaald voetbal kwam in 2012 toen hij werd aangesteld als conditietrainer van Paris Saint-Germain, waar zijn vader Carlo op dat moment hoofdtrainer was. Nadat Ancelotti Sr. de overstap maakte naar Real Madrid volgde Davide om daar dezelfde rol aan te nemen als in de Franse hoofdstad.

#### Assistent-trainer
Nadat hij zijn UEFA A-diploma had behaald in 2016 nam Davide de positie aan van assistent-trainer bij Bayern München. Later volgde hij zijn vader als assistent-trainer naar Napoli, Everton en wederom Real Madrid. In juli 2023 behaalde Ancelotti zijn UEFA PRO-diploma na een opleiding te hebben gevolgd in Wales.

#### Hoofdtrainer
In de zomer van 2025 had Ancelotti zijn eerste klus als hoofdtrainer te pakken. Hoewel hij pas enkele weken eerder de overstap had gemaakt naar het Braziliaans voetbalelftal, wederom als assistent-trainer van vader Carlo, besloot hij in te gaan op het aanbod van Botafogo.

## Erelijst

### Als assistent-trainer
Bayern München
- Bundesliga (1): 2016/17
- DFL-Supercup (2): 2016, 2017

 Real Madrid
- UEFA Champions League (2): 2021/22, 2023/24
- UEFA Super Cup (2): 2022, 2024
- FIFA Club World Cup (1): 2022
- FIFA Intercontinental Cup (1): 2024
- Primera División (2): 2021/22, 2023/24
- Copa del Rey (1): 2022/23
- Supercopa de España (2): 2021/22, 2023/24

## Trivia
- Ancelotti spreekt Italiaans, Frans, Spaans, Duits en Engels.